# Aleida March Torres
Aleida March Torres (Santa Clara, 19 d'octubre de 1936) fou una guerrillera cubana del Moviment 26 de Juliol, combatent al cantó del Che Guevara fins que, el 1958, un cop acabada la revolució, s'hi casà i hi tingué 4 fills.
És l'autora del llibre Evocation, en el que explica l'enamorament i casament amb Che Guevara, i la cura dels seus quatre fills després de la seva mort.
També ha escrit Remembering Che: My Life with Che Guevara, publicat el 2012: "Tinguerem moments agradables dins la tempesta de la guerra, i aquests moments ens uní uns amb els altres. Ens ajudà a conèixer-nos com erem realment. Alguns de nosaltres erem ingenus, d'altres, molt enginyosos; tots érem joves i plens d'esperança per a una futura victòria. Aprofitàrem tota possibilitat per a divertir-nos. Recordo que Che escrigué més tard: 'Amb el risc de semblar ridícul, permetin-me dir que el veritable revolucionari es guia per un gran sentiment d'amor. És impossible pensar en un autèntic revolucionari que no tingui aquesta qualitat'.
L'any 2008, al biopic Che, fou interpretada per l'actriu Catalina Sandino Moreno, mentre que al biopic de 2005, Che Guevara, ho fou per Paula Garcés.